# Bastone da golf

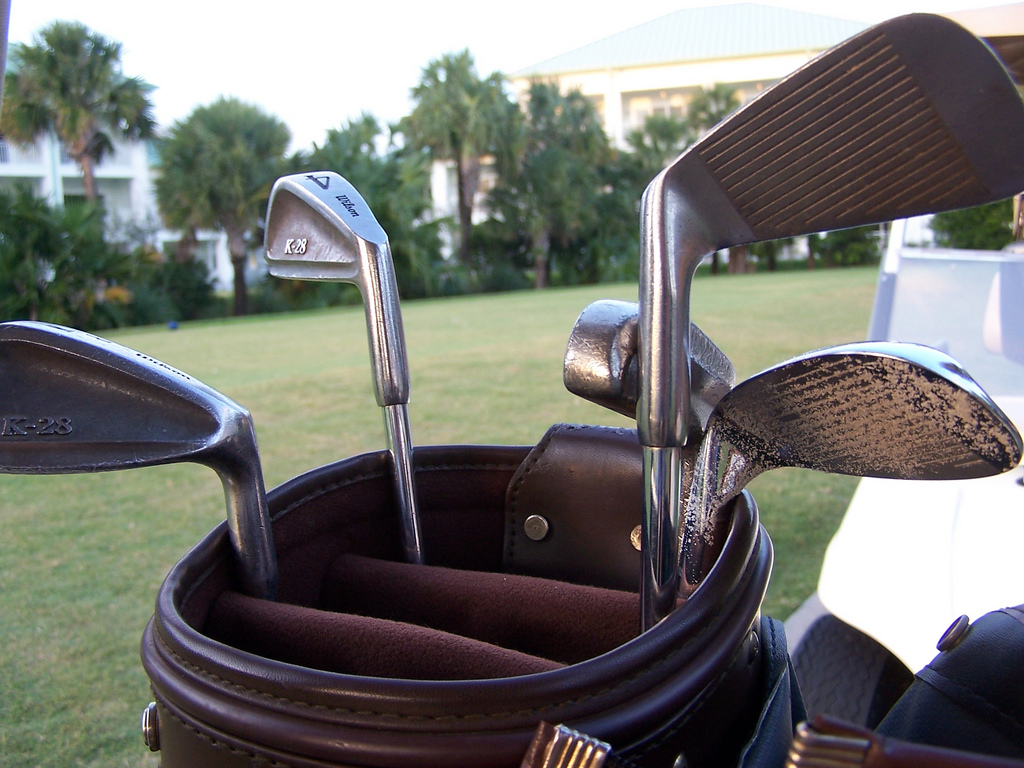
Vari bastoni da golf in una sacca, tra cui dei ferri e un putter

Un bastone da golf o mazza da golf è uno strumento usato nel golf per colpire la palla.

## Generalità
Ogni bastone è composto da una canna (shaft) alla cui sommità è posta l'impugnatura (grip) e la cui parte finale è detta "testa". 
Una delle differenze fondamentali tra i bastoni è il loft, ossia l'angolo tra la faccia del bastone e la verticale. È il loft che consente alla palla di alzarsi dal terreno e di percorrere una traiettoria più o meno tesa, in dipendenza appunto di tale inclinazione. Inoltre, al momento dell'impatto, il loft contribuisce al backspin, ossia la rotazione nel senso contrario al moto impressa dal bastone per dare precisione al momento dell'atterraggio, impedendo alla palla di rotolare lontano dal punto voluto. Ogni bastone è contrassegnato da un numero o da una o più lettere (es. PW, il pitching wedge): a un numero maggiore corrisponde un loft maggiore e quindi una minore distanza del colpo.
L'appendice 2 delle regole del golf norma le loro caratteristiche e li classifica in tre categorie: i legni sono utilizzati per colpi lunghi dal fairway o dal tee; i "ferri" sono il genere di bastoni più versatili, utilizzati per molti tipi di colpi; i putter sono usati principalmente per far rotolare la palla sul green fin dentro la buca.
La regola 4 stabilisce che a un giocatore sia consentito trasportare nella sacca un numero massimo di 14 bastoni, i quali non debbano venire alterati artificialmente né regolati durante una partita; infine definisce il comportamento da tenersi in caso di danneggiamento durante la partita.
Attualmente il regolamento internazionale stabilisce che il 
coefficiente di restituzione tra palla e bastone da golf sia al massimo di 0,83.

## Nome
Le regole del golf, edite in originale in lingua inglese, si riferiscono a questi oggetti come club (mazza), da cui il nome popolare di mazza da golf; tuttavia la traduzione ufficiale FIG del regolamento utilizza il termine bastone.

## Tipi di bastoni

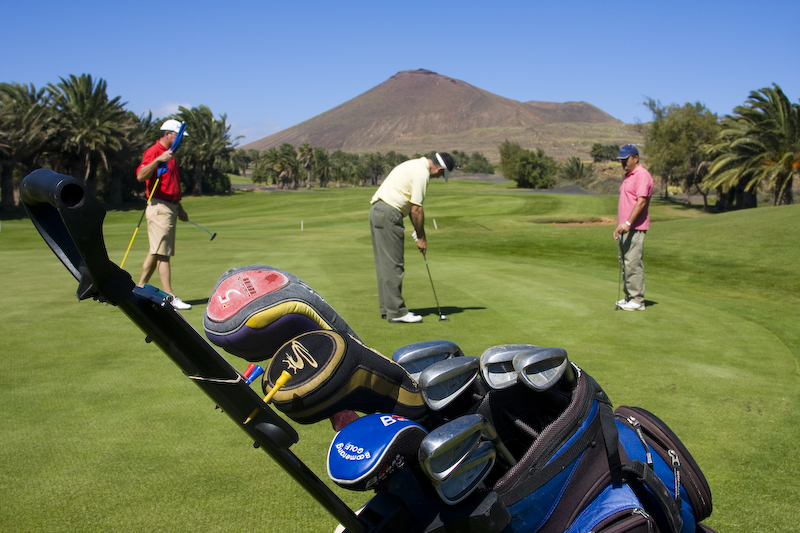
Bastoni da golf in una sacca. Sullo sfondo, un giocatore usa un putter per imbucare la palla

### Legni
I "legni" sono bastoni adatti a coprire lunghe distanze, con lo scopo di far volare la palla per grandi distanze dal fairway verso la buca. Normalmente hanno una testa massiccia e un lungo shaft per imprimere velocità maggiore alla palla. Anche se la maggior parte dei legni sono fatti di metallo, sono chiamati ancora così perché mantengono la forma classica di quando erano fatti di legno. Essi infatti hanno uno shaft in grafite una testa in titanio o acciaio. Ci sono in genere tre o quattro legni in una sacca, usati per giocare il primo colpo dal tee e poi, nelle buche più lunghe, il secondo e a volte il terzo dal fairway. Lo shaft non è standard per ogni legno ma può variare di rigidità, in accordo con le preferenze o caratteristiche personali. Il legno più lungo e con la testa più grande, detto driver, è spesso caratterizzato da una testa di titanio e da uno shaft molto leggero, la sua testa non può superare i 460 cc di volume, come prescritto nelle Regole del Golf. Esso viene utilizzato quasi unicamente dal tee di partenza della buca, in quanto necessita di un tee alto a causa dell'ampia superficie della sua faccia.

### Ferri
I ferri sono bastoni da golf con una faccia molto inclinata (ampio loft) e uno shaft più corto rispetto a un legno, ideati per un'entrata in green precisa o per colpi da lie (posizione della palla) impegnativi, come dal rough, da una collina, da un bunker o per un colpo da far volare sopra un albero. Sono contrassegnati da un numero in scala: più alto è il numero, maggiore è il loft, e più alto e corto sarà il colpo. Alcuni ferri possono avere una cavità dietro la faccia, per consentire un diverso bilanciamento dei pesi. Come per i legni, esistono anche ferri particolari, detti wedge.
I wedge sono ferri con un loft maggiore del ferro 9, che ha tipicamente 42° di loft. Essi sono più corti e pesanti degli altri bastoni. E vengono usati in molti colpi corti, alti e di precisione; un utilizzo tipico è l'approccio al green o l'uscita dal bunker (detta anche explosion shot, o semplicemente explosion). Solitamente ci sono quattro tipi di wedge, che comprendono loft fra i 45° e i 64°: pitching wedge (PW circa 48°), approach wedge (AW) o gap wedge (GW) circa tra i 50° e i 52°, sand wedge (SW 56°), lob wedge (LW), dai 58° fino anche a 64°.

### Ibridi
Gli ibridi sono un incrocio tra un legno e un ferro che coniuga la distanza di un legno e la facilità di esecuzione dello swing dei ferri. Questi bastoni sono solitamente usati in sostituzione di legni corti o di ferri lunghi, anche se alcuni produttori fabbricano interi set di ibridi per rimpiazzare completamente i ferri. A questi bastoni ci si riferisce spesso con il termine rescue poiché il TaylorMade Rescue è stato il primo della categoria e perché essi tendono a "salvare" il giocatore da situazioni scomode, dandogli la possibilità di giocare un colpo lungo anche da lie non ottimali.

### Chipper
Bastone a metà strada fra un ferro ed un putter serve per approcciare più facilmente. È un bastone particolare che si trova solo nelle sacche di qualche dilettante .

### Putter
I putter sono bastoni specifici con un loft minore di 10° progettati per far rotolare la palla sul green fino alla buca. Contrariamente a come si crede, i putter hanno un loft, in genere di 5°, necessario a sollevare la palla da un'eventuale conca creata con l'impatto a terra. Questo bastone si usa esclusivamente sul green ed è in genere l'ultimo bastone giocato di ogni buca.

## Shaft
Il shaft è un’asta conica realizzata in metallo (di solito acciaio) o in materiale composito a base di fibra di carbonio (grafite). Il diametro del shaft vicino all’impugnatura è di circa 13 mm (0,5 pollici), mentre la lunghezza varia da 86 a 122 cm (34–48 pollici). Il peso del shaft va da 45 a 150 grammi (da 1,6 a 5,3 once) a seconda del materiale e della lunghezza. Nonostante l’esistenza di centinaia di diverse costruzioni, la funzione principale del bastone da golf rimane invariata: fornire al giocatore la possibilità di generare forza centrifuga per colpire efficacemente la palla. Con una presa corretta del bastone, il giocatore può colpire la palla più lontano e con maggiore precisione, applicando meno sforzo.
- Il materiale è generalmente acciaio[4] o grafite/fibra[5] di carbonio. Materiali più esotici sono stati proposti con scarso successo.
- Flex — è la misura della flessibilità del shaft.[6][7] Questa misura è relativa e varia tra diversi produttori. Viene più spesso indicata con i seguenti termini: normale (R), rigido (S), extra rigido (X), per persone anziane (A) o femminile (L).
- Punto di flessione — è il punto lungo la lunghezza della mazza in cui essa si piega. Diverse tipologie di mazza si piegano in punti differenti. Generalmente, i punti di flessione più vicini all’impugnatura garantiscono traiettorie di tiro più basse e rotazione minore. I punti di flessione più vicini alla testa della mazza producono invece traiettorie più alte e maggiore rotazione.
- Lunghezza e peso — questi parametri vengono usati per adattare la mazza da golf al giocatore specifico. La lunghezza del shaft può essere modificata in base all’altezza del golfista. I shaft da golf sono prodotti in vari pesi per soddisfare golfisti di ogni livello di abilità e forza.

È importante scegliere il giusto shaft per il driver, preferibilmente basandosi sulla velocità approssimativa dello swing.
I nuovi driver propongono costantemente nuove concezioni costruttive della mazza per permettere di colpire la palla più lontano, tuttavia non è così. Tutto dipende dal shaft. Il shaft costituisce l’80% della mazza e può aumentare la distanza del tiro di 20 yard. È fondamentale scegliere correttamente il shaft per ottenere il risultato desiderato. Alcune aziende offrono anche shaft «rigido normale» o «rigido» per giocatori con velocità dello swing nel range alto del shaft normale (90–100 mph (140–160 km/h)), permettendo così a golfisti e produttori di mazza di regolare con precisione la rigidità per giocatori amatoriali più potenti.